# En cloque mais pas trop
En cloque mais pas trop ou Drôle de grossesse au Québec (Labor Pains) est un film américain réalisé par Lara Shapiro, diffusé le 19 juillet 2009 sur ABC Family, puis sorti en DVD le 4 août 2009.

## Synopsis
Théa prétend être enceinte quand elle est sur le point de se faire virer par son patron Jerry qui doit laisser les clés a son petit frère Nick. Celui-ci veut sortir un livre basé sur des témoignages de femmes enceintes. Il demande à Théa, compte tenu de son expérience, de s'en occuper. Se prenant à son propre jeu, la jeune Théa finira par perdre tout ce qu'elle a de plus cher.

## Fiche technique
- Titre original : Labor Pains
- Réalisation : Lara Shapiro
- Scénario : Stacey Kramer et Lara Shapiro
- Musique : Andrew Hollander
- Image : Dan Stoloff
- Montage : Anne McCabe
- Distribution des rôles : Matthew Lessall
- Création des décors : Daniel Bradford
- Décorateur de plateau : Brian Kasch
- Création des costumes : Roemehl Hawkins
- Pays :  États-Unis
- Durée : 89 minutes
- Genre : Comédie
- Date de sortie en vidéo :
  - France : 10 novembre 2009

## Distribution
- Lindsay Lohan (VF : Barbara Beretta) : Thea Clayhill
- Luke Kirby (VF : Alexandre Gillet) : Nick Steinwald
- Cheryl Hines (VF : Marie Zidi) : Lisa DePardo
- Chris Parnell (VF : Arnaud Arbessier) : Jerry Steinwald
- Bridgit Mendler (VF : Anouck Hautbois) : Emma Clayhill
- Bonnie Somerville (VF : Laura Préjean) : Suzie Cavandish
- Ana Ortiz : Donna
- Aaron Yoo : Miles
- Christa Campbell : Brunette
- Jack Axelrod : O'Keefe
- Creed Bratton : John Abbotts
- Tracee Ellis Ross : Kristin
- Willie Garson : Carl
- Maree Cheatham : Ann
- Pete Gardner : Terry Bournachie
- Shirly Brener (ru) : Brittney
- Kevin Covais (VF : Yann Le Madic) : Greg
- Jay Thomas : Garth
- Janeane Garofalo (VF : Juliette Degenne) : Claire, the Vista Host
- Barry Papick : Tim
- Alexandra Barreto (en) : Pretty Woman
- Pat Crawford Brown : tante Betty
- Jenni Blong (en) : Pregnant Soccer Mom #1
- D. C. Douglas (en) : Vista Producer
- Darcy DeMoss : Redhead
- Marc Senter (en) : Photographer
- Jessica St. Clair : Pregnancy Class Instructor
- Lonny Ross (en) : Phillip

 Source et légende : version française (VF) sur RS Doublage et selon le carton du doublage français sur le DVD zone 2.